# Álex Ferreira
Alexandre Santiago Ferreira Peguero (Santo Domingo, República Dominicana, 23 de marzo de 1983) es un cantautor, productor, ingeniero de sonido y músico independiente de pop/rock dominicano. Estuvo nominado como Mejor Nuevo Artista en el año 2018 en los Premios Grammy Latinos.

## Biografía
Nació en la República Dominicana y unos pocos años después se fue a vivir a Estados Unidos con su madre. Ahí pasó su infancia y adolescencia hasta que migró a España y se instaló en Madrid para desarrollar su carrera artística mientras estudiaba Ingeniería de Sonido. Posteriormente se trasladó a la Ciudad de México y desde que llegó se ha reconectado con sus raíces latinas, con su infancia neoyorquina y con sus ancestros dominicanos.
A lo largo de su carrera musical Ferreira ha colaborado y compartido escenario con artistas de la talla de Fito Páez, Jorge Drexler, Iván Ferreiro, Russian Red, Mäbu, Lori Meyers, Ximena Sariñana, Natalia Lafourcade, Gaby Moreno, Lisandro Aristimuño o Xoel López.

### Primeros álbumes
En 2003 publica su primer trabajo musical, un EP titulado Resplandor, del cual dos canciones fueron a parar a su primer disco Parto Mi Viaje, publicado en 2005. De este sólo se fabricaron 250 copias y sólo es conocido por algunos fanáticos de su país natal.
En 2005 viaja sin billete de regreso a España. Allí, aparte de estudiar Ingeniería de Sonido, forma su propia banda e intenta abrirse camino en el mundo de la música. La escena musical madrileña le acoge como uno de los suyos mientras tocaba habitualmente en bares del centro y finalmente en salas de alto calibre. Un año después firma un contrato editorial con EMI Music Publishing Spain. El primer trabajo publicado allí fue un EP de seis canciones acústicas titulado Un domingo cualquiera (2007).
Después de un año más de conciertos autogestionados por España, finalmente firma un contrato discográfico en 2008 con Warner/DRO Music Spain. Este mismo año se publica Serenata de plástico, un EP (disco de corta duración). Casa América y la revista Fusión Latina lo incluyen entre los 100 latinos más influyentes del año 2008. En abril de 2009 Warner/DRO publica Páginas, otro EP de cinco canciones.
En enero del 2010 publica su primer disco internacional de larga duración, titulado Un domingo cualquiera, que fue calificado por Radio 3 como uno de los discos más esperados del año. La primera semana el disco llega al primer puesto por ventas en Fnac Callao de Madrid. Este mismo año fue nominado en dos categorías, como autor revelación y artista revelación. Su tercer EP, Dulus Dominicus ve la luz en 2011 junto a una gira gestionada por el ministerio de cultura de España. Después de llevar su música por otros países como México o EEUU, Ferreira publica finalmente su segundo largo El afán en octubre del 2012, donde experimenta con nuevos ritmos y sonidos.
En 2015 se publicó el primer sencillo del que será su siguiente álbum. La canción se titula Cambio y anuncia la nueva dirección que ha tomado su música, menos hacia lo orgánico y más hacia lo electrónico. El álbum se titula Cinema tropical y fue lanzado en el verano de 2015.

### Canapé
Canapé (2017) hace alusión a la diversidad que hay en las canciones, como probaditas de un montón de géneros que Ferreira ha interpretado y escuchado en sus vueltas al mundo. Esta producción discográfica tiene el micromecenazgo como la gran particularidad, pues fueron sus propios seguidores los que auspiciaron este material.
Alex Ferreira comenta que «Canapé es como una síntesis de todo lo que yo he venido haciendo. Son dominicano y tengo toda esa influencia afroantillana de bachata, de merengue, pero también me gusta mucho el rock, el pop y la música electrónica. Me enorgullece decir que soy fan de Juan Luis Guerra y de Björk, que no tienen nada que ver. Ya en Canapé pude quitarme ese prejuicio de que debo ser una sola cosa».

## Discografía
| Lanzamiento | Título                           | Formato |
| 2005        | Resplandor                       | EP      |
| 2005        | Parto mi viaje                   | LP      |
| 2008        | Un domingo cualquiera            | EP      |
| 2008        | Serenata de plástico             | EP      |
| 2009        | Páginas                          | EP      |
| 2010        | Un domingo cualquiera            | LP      |
| 2011        | Dulus dominicus                  | EP      |
| 2012        | El afán                          | LP      |
| 2015        | Cinema tropical                  | LP      |
| 2016        | Alex Ferreira y El Frente Caribe | EP      |
| 2017        | Canapé                           | LP      |
| 2021        | Tanda                            | LP      |